# Crveni Breg, Bela Palanka
Crveni Breg (izvirno srbsko Црвени Брег) je naselje v Srbiji, ki upravno spada pod Občino Bela Palanka; slednja pa je del Pirotskega upravnega okraja.

## Demografija
V naselju živi 301 polnoletni prebivalec, pri čemer je njihova povprečna starost 42,2 let (40,7 pri moških in 43,8 pri ženskah). Naselje ima 136 gospodinjstev, pri čemer je povprečno število članov na gospodinjstvo 2,73.
To naselje je, glede na rezultate popisa iz leta 2002, večinoma srbsko, a v času zadnjih treh popisov je opazno zmanjšanje števila prebivalcev.
|  |

| Demografija | Demografija     | Demografija     |
| Leto        | Št. prebivalcev | Št. prebivalcev |
| ----------- | --------------- | --------------- |
|             |                 |                 |
|             |                 |                 |
|             |                 |                 |
|             |                 |                 |
| 1948        | 447             |                 |
| 1953        | 408             |                 |
| 1961        | 423             |                 |
| 1971        | 428             |                 |
| 1981        | 460             |                 |
| 1991        | 405             | 402             |
| 2002        | 371             | 371             |
|             |                 |                 |

| Etnična sestava po popisu iz leta 2002 | Etnična sestava po popisu iz leta 2002 | Etnična sestava po popisu iz leta 2002 | Etnična sestava po popisu iz leta 2002 | Etnična sestava po popisu iz leta 2002 |
| -------------------------------------- | -------------------------------------- | -------------------------------------- | -------------------------------------- | -------------------------------------- |
| Srbi                                   | Srbi                                   |                                        | 365                                    | 98,38%                                 |
| Romi                                   | Romi                                   |                                        | 5                                      | 1,34%                                  |
| Neznano                                | Neznano                                |                                        | 1                                      | 0,26%                                  |